# Vezzano Ligure
Vezzano Ligure est une commune italienne d'environ 7 300 habitants située dans la province de La Spezia, dans la région Ligurie, dans le Nord-Ouest de l'Italie.

## Administration
| Période                                  | Période | Identité | Étiquette | Qualité |
| ---------------------------------------- | ------- | -------- | --------- | ------- |
|                                          |         |          |           |         |
| Les données manquantes sont à compléter. |         |          |           |         |

### Hameaux
Bottagna, Corea, Fornola, Lago Scuro, Piano di Valeriano, Piano di Vezzano I, Piano di Vezzano II, Prati di Vezzano, Sarciara, Valeriano.
Valeriano
Valeriano Lunense est une ville d'environ 500 habitants dans commune de Vezzano Ligure en province de La Spezia, en Italie.
Valeriano est un village médiéval, surplombant la Golfe des Poètes et la plaine Val di Magra, et est visible depuis les châteaux de la Lunigiana.

### Monuments et lieux d'intérêt
La planification du village, une fois de plus, au moins dans la plus importante concerne les modèles trouvés dans Trebiano et surtout Castelnuovo Magra, qui dominent les grappes de maisons et de rues avec une ligne droite le long de la crête des collines, d'où ils mettent l'accent sur le volume de l'église et le clocher.
Au sommet du village se trouvent les ruines d'un ancien château, près de collines arrondies, rappelant les châteaux de la Ligures, un peuple de bergers et d'agriculteurs jalouses de leur indépendance.
Certaines parties du château sont beaucoup plus âgé que l'époque médiévale. Selon l'historien Tite-Live, 40 000 habitants de la Ligurie Apuanes, et l'autre 7 000 personnes dans le Val di Magra et Vara, le Samnium, ont été victimes de la première déportation de l'histoire, par les consuls Cornélius Céthégus et Mario Bebio.
Après la déportation, les familles très riches à Rome, ont établi leurs maisons et leurs biens le long de la côte de Luni, en Cordonata Caprione, et dans les collines de Arcole Vezzano et Valérien, comme indiqué par le Persio dans la satire'.
Le nom de la ville tire son fond Fundum Valerii ou Valerianum Fundum, d'une de ces familles qui avaient la possession de la colline près de mille ans.
Pas de documents à la date de la romanisation de la valériane. Toutefois, le Tabula Alimentaria, comme l'empereur Trajan de Velleia, qui est il y a deux siècles et reste dans le Parme Musée, parmi les fonds Velleia nombreux pour aider les enfants pauvres de soutien, avec beaucoup, le nom de Valérien et de leurs propriétaires, tels que Publius Valerius ligure.
Un document de la 10 juin 1033, le temps de Conrad II le Salique empereur romain germanique, a déclaré que la famille du marquis Adalberto Olbertenghi, la race Lombardo fait un don au monastère fondé en Castiglione une partie de ses actifs et de la «dixième» de sa propriété située dans le comté de Valérien Luni.
Puis Valérien était un bastion de la Malaspina et les évêques de Luni comme en témoigne la «décision», hocha la tête du 12 mai 1202 entre l'évêque de Luni et William Gualtiero Marchesi Malaspina Obizzi et Corrado Malaspina de la Major, qui établira les termes de leurs domaines, et le décret du 31 mai publié en 1202, 1717 par les francs-maçons, dans le «antiquités» dans Modène.
Le 16 février 1224, Valeriano et Follo ont été faites « en communion » des république de Gênes Les deux pays avaient pour aider et défendre les autres. 
Au cours des cent prochaines années, le pays a été soumis pendant un certain temps pour Podesta Carpena avec Follo, Bastremoli et Tivegna, a réussi à préserver leurs droits et le territoire.
Le 19 avril 1585, le Sénat de la république de Gênes à Valeriano reconnaît le statut de ville libre, avec ses propres statuts et des règles, qui sont restés, même sous la domination étrangère, à la fois l'Autriche et la France jusqu'à ce que le XIXe siècle a été absorbé dans le district administratif de Vezzano Ligure.
Dans la nuit du 26 janvier 1945 le pays et le troisième plus grand parti "Amelio" ont versé leur appel à la fin d'un raid qui a commencé le 20 avec l'objectif principal de partisans et de parachutistes américains Gordon Lett, était la 35e Brigade en noir "Bertoni Tullio", le Monterosa divisions et de l'Italie, avec les troupes germaniques.

### Architecture religieuse
Dédié à San Apolinar, l'église a été bénie le 23 juillet 1703 et a une police d'angelots en marbre blanc, les autels et les colonnes en stuc tordus porphyre. Enrichi avec un Orgue fabricant Serassi, monté in loco en 1876 par les Rois Catholiques (1858-1894), le dernier fabricant de la famille, et est placé dans le chœur à la porte d'entrée de l'église.
L'église est classée parmi les chapelles dépendant de l'église de San Prospero (Vezzano Ligure) au cours des trois dixième commandé par le Pape Boniface VIII pour 1295 - 98, 1298 - 1301 et 1301 - 1304, signe que l'Église jouissait déjà d'une certaine autonomie, agissant en tant que église paroissiale pour le peuple.
Le bâtiment n'est pas à l'ère médiévale Estimi diocèse de Luni de 1470 - 1471, et a survécu au procès-verbal de la visite pastorale par les délégués du cardinal Benoît Lomellini en 1568.
Au fil du temps, il a été agrandi et embelli à plusieurs reprises, et par la confrérie locale du Rosaire et de la SS. Autels latéraux Sacramento deux ont été construits.

### L'orgue
L'orgue compte 21 tuyaux, de 61 touches du clavier avec les pédales pédales se 18. Nécessite la restauration, et de taille comparable à ces organes l'église beaucoup plus importante.
La société a réalisé dans la province d'organes La Spezia Serassi continuer à fonctionner: l'Église de Santo Stefano (Marinasco) (1822), SS. John et Augustine (SP, 1823), l'église de San Martino (Bastremoli, 1832), Vezzano haute (1832), Sanctuaire de Notre-Dame de Mirteto (Ortonovo, 1834 ) et l'église de San Lorenzo (1884), l'église de Santa Maria Assunta (Bolano (1820), la cathédrale de Santa Maria Assunta (Sarzana 1842) et l'église de Notre-Dame du Mont Carmel.
Le corps a une image de perspective d'une seule longueur de bois et de style composite, peint en or. Les tuyaux de façade sont disposés dans une pyramide en ligne avec la bouche et la mitre lèvres.
L'usine de canne à sucre est le dossier principal de C1 8 ° vers le bas, à 61 touches du clavier avec une gamme d'octaves C1-DO6 et chromatique, 16 stands pédalier notes C1-D # 2, son vent de face de la carte. 
Le corps comporte deux soufflets placés à l'intérieur de l'enceinte, une lampe de poche de 125x225 cm, et un compensateur de 80x210cm coin.
Accessoires sur le deuxième pied (au-dessus du principal): l'expression, tremolo, dans le cadre du basson, clarinette, trompette, orchestre, pédale trémolo de troisième main combinaison preparabile tirapieno. 
S'enregistrer n° 32, disposés en deux rangées de 16 dans l'ordre suivant : les cloches de clavier, le plus grand de 16 drones de faible, les 16 meilleurs sopranos, cor anglais, directeur de 8 Bassi, basson basse, Top 8 sopranos, trompette 16 sopranos dans le huitième, Clarinette, sopranos huitième, soprano, trompette, clarinette, quinzième decimanona, violoncelle, contrebasse, le quinzième jour, hautbois, quinzième jour, Flautino sopranos, quatre obturations, violet faible, deux bas Flautino de remplissage, en remplissant deux jambes habitations harmonieuses faible octave s, bombe, la voix humaine, les trombones.

### L'architecture militaire
Environ 2 km de la forteresse de Monte Albano, construite en 1887 comme moyen de défense contre le front de la terre, et ensuite utilisée pendant les Première et Seconde Guerres mondiales, avec un budget pouvant aller jusqu'à 38 canons, 120 mm, dans le cadre du réseau de stations dans la défense du golfe des Poètes.

### Infrastructures et transports
Le village est atteint de deux manières :
- la route nationale 330, Buonviaggio, à mi-chemin entre village La Spezia et Sarzana, qui, depuis la gare de La Spezia Migliarina, est situé à 2 km de la Felettino hôpital ;
- une route panoramique de la partie la plus proche inférieure de La Spezia, peu de temps après La Spezia gare Centrale, et par les gens de Sarbia, Felettino Island, Monte Albano et forte, de descendre et se terminer dans Lunense Valérien.

En quittant la route à La Spezia, à l'embouchure d'une croix qui s'élève pour répondre à la route au-dessus de Monte Albano, dans les collines près de l'emplacement du siège du Centre universitaire. D'une part, ils Sarbia et Monte Albano, tandis que dans la direction opposée vers le centre de La Spezia.
La ville est également accessible à partir de Follo, à travers un paysage, dans certaines parties pavées, qui traverse les collines et les champs, et est principalement utilisé pour la marche et des activités sportives.

### Communes limitrophes
Arcola, Bolano, Follo, La Spezia, Santo Stefano di Magra, Sarzana.

## Personnalités liées à la commune
- Giosafatte Biagioli (1769-1830), grammairien, auteur d'une Grammaire italienne, 1805 souvent réimprimée.
- Famille De Nobili de Vezzano, famille noble originaire de Vezzano Ligure.
- Rino De Nobili (1889-1947), député et ambassadeur italien.